# يوسف يعقوب يوسف
يوسف يعقوب يوسف أحمد عبد الله (مواليد 27 مارس 1993 في البحرين) هو لاعب كرة قدم بحريني يجيد اللعب في خط الوسط. يلعب حاليا لصالح الحد الذي ينافس في الدوري البحريني الممتاز منذ 2011.